# Medárda
A Medárda a Medárd férfinév női párja.

## Rokon nevek
Méda

## Gyakorisága
Az 1990-es években szórványos név, a 2000-es években nem szerepel a 100 leggyakoribb női név között.

## Névnapok
- június 8.[2]